# Crepuscle (pel·lícula)
Crepuscle (títol original en anglès Twilight) és una pel·lícula de vampirs estatunidenca de 2008, dirigida per Catherine Hardwicke i basada en la novel·la del mateix nom, escrita per Stephenie Meyer.

## Argument
Isabella Swan (Bella) és una noia de 17 anys que sempre ha estat diferent als altres. Quan la seva mare es casa per segona vegada, Bella decideix marxar a un recòndit, petit, plujós i ombrívol poble anomenat Forks, a l'estat de Washington per viure-hi amb el seu pare, Charlie. Allà hi coneix moltes persones, però una crida la seva atenció sobre la resta, Edward Cullen.
Edward Cullen és intel·ligent, atractiu i, sobretot, molt misteriós, i capta ràpidament l'atenció de Bella. Aviat es veurà cada vegada més intrigada per l'estranya aurèola de misticisme que envolta el noi. Però algun fosc secret s'oculta en el si de la família Cullen: viuen apartats dels altres, són físicament perfectes, tenen una força sobrenatural i una set difícil de sadollar.
Entestada a conèixer el seu secret, Bella s'enamora d'ell i acaba assabentant-se del que no s'hauria pogut imaginar. Bella descobreix la terrible veritat: Edward i la seva família són vampirs.
Però Bella no pot lluitar contra els seus sentiments: està profundament enamorada d'Edward. Així és com la seva vida deixa de ser la d'una adolescent comuna per omplir-se d'interminables aventures i estranys successos que no deixaran de posar en perill la seva vida.

## Repartiment

### Principals
- Isabella Swan (Bella) (humana) - Kristen Stewart
- Edward Cullen (vampir) - Robert Pattinson
- Carlisle Cullen (vampir) - Peter Facinelli
- Esme Cullen (vampir) - Elizabeth Reaser
- Alice Cullen (vampir) - Ashley Greene
- Emmett Cullen (vampir) - Kellan Lutz
- Rosalie Hale (vampir) - Nikki Reed
- Jasper Hale (vampir) - Jackson Rathbone
- James (vampir) - Cam Gigandet
- Jacob Black (humà i home-llop) - Taylor Lautner

### Secundaris
- Charlie Swan (humà) - Billy Burke
- Reneé Swan (humana) - Sarah Clarke
- Mike Newton (humà) - Michael Welch
- Eric Yorkie (humà) - Justin Chon
- Jessica Stanley (humana) - Anna Kendrick
- Angela Weber (humana) - Christian Serratosa
- Victoria (vampir) - Rachel Lefevre
- Laurent (vampir) - Edi Gathegi
- Billy Black (humà) - Gil Birmingham

## Producció
El rodatge va començar el febrer de 2008 i es va acabar el 2 de maig, essent estrenada el novembre del mateix any. La pel·lícula presenta un compilat de vídeos, entre ells el tràiler, tots ells en la seva pàgina oficial. Crepuscle és la primera de la saga de pel·lícules, seguida per Lluna nova, Eclipsi i Trenc d'alba, totes de l'autoria de Meyer. En les seves primeres dues setmanes als cinemes, va recaptar més de 150 milions de dòlars.